# ماریون کوتیار
ماریون کوتیار (فرانسوی: [maʁjɔ̃ kɔtijaʁ] ()؛ زادهٔ ۳۰ سپتامبر ۱۹۷۵) بازیگر اهل فرانسه است. او برای نقش‌های مختلفش در میان فیلم‌های بلاک‌باستر و مستقل شهرت دارد و افتخارات گوناگونی از جمله یک جایزهٔ اسکار، یک جایزهٔ گلدن گلوب و یک جایزهٔ فیلم بفتا دریافت کرده‌است. او در سال ۲۰۱۰ به مقام شوالیه هنر و ادب فرانسه منصوب شد و در سال ۲۰۱۶ به مقام افیسیه ارتقا یافت. او از سال ۲۰۰۱ در مقام سخنگوی صلح سبز فعالیت کرده‌است. تا سال ۲۰۲۰، فیلم‌های کوتیار بیش از ۳٫۶ میلیارد دلار در گیشهٔ جهانی فروش داشته‌اند.
کوتیار اولین نقش انگلیسی‌زبان خود را در مجموعهٔ تلویزیونی کوه‌نشین (۱۹۹۳) ایفا کرد و فعالیت سینمایی خود را در سال ۱۹۹۴ با فیلم داستان پسری که می‌خواست بوسیده شود آغاز کرد. پیشرفت او در فیلم موفق تاکسی (۱۹۹۸) محصول فرانسه بود و برای این فیلم نامزد دریافت جایزهٔ سزار شد. فعالیت کوتیار در هالیوود با فیلم ماهی بزرگ (۲۰۰۳) آغاز شد و برای نقش‌آفرینی در فیلم یکشنبه طولانی نامزدی (۲۰۰۴) جایزهٔ سزار بهترین بازیگر نقش مکمل زن را دریافت کرد.
کوتیار برای به تصویر کشیدن خوانندهٔ فرانسوی ادیت پیاف در فیلم زندگی گلگون (۲۰۰۷) برندهٔ جایزهٔ اسکار بهترین بازیگر نقش اول زن شد. او اولین و تنها بازیگری شد که برای نقش‌آفرینی فرانسوی‌زبان برندهٔ جایزه اسکار شده و همچنین دومین بازیگر زن و یکی از تنها شش بازیگری است که این جایزه را برای نقش‌آفرینی غیر انگلیسی‌زبان دریافت کرده‌است. نقش‌آفرینی در فیلم‌های نه (۲۰۰۹)، زنگار و استخوان (۲۰۱۲) برایش نامزدی دریافت جایزهٔ گلدن گلوب را به همراه داشت و برای دو روز، یک شب (۲۰۱۴) هم برای دومین بار نامزد دریافت جایزهٔ اسکار شد. کوتیار یکی از تنها شش بازیگری است که برای نقش‌آفرینی غیر انگلیسی‌زبان چندین بار نامزد دریافت جایزه اسکار شده‌اند.
فیلم‌های انگلیسی‌زبان کوتیار عبارتند از دشمنان ملت (۲۰۰۹)، سرآغاز (۲۰۱۰)، شیوع (۲۰۱۱)، نیمه‌شب در پاریس (۲۰۱۱)، شوالیه تاریکی برمی‌خیزد (۲۰۱۲)، مهاجر (۲۰۱۳)، مکبث (۲۰۱۵) و متفقین (۲۰۱۶). او صداپیشگی فیلم‌های پویانمایی شازده کوچولو (۲۰۱۵)، آوریل و جهان فوق‌العاده (۲۰۱۵) و نسخه فرانسوی مینیون‌ها (۲۰۱۵) را بر عهده داشته‌است. از دیگر فیلم‌های فرانسوی و بلژیکی برجسته او می‌توان به اگه جرات داری دوستم داشته باش (۲۰۰۳)، دروغ‌های مصلحتی کوچک (۲۰۱۰) و اینجا ته دنیاست (۲۰۱۶) اشاره کرد.

## اوایل زندگی
کوتیار در پاریس به دنیا آمد و در اورلئان در منطقهٔ لوآرهٔ فرانسه رشد کرد. پدرش ژان کلود کوتیار سابقهٔ بازیگری، معلمی و بازیگری پانتومیم را دارد و برای کارگردانی تئاتر در سال ۲۰۰۶ برندهٔ جایزه مولیر شده‌است. مادرش نیسیما تلو هم بازیگر و معلم درام است. ماریون دو برادر دو قلوی کوچک‌تر از خود هم دارد که یکی از آن‌ها به نام گیوم فیلمنامه‌نویس و کارگردان است.

## حرفه
ماریون بازیگری را از کودکی با حضور در نمایش‌های پدرش آغاز کرد و مسیر پیشرفت در این راه را تا تبدیل‌شدن به یک بازیگر درجه‌یک جهانی به‌سرعت طی کرد. یکی از مهم‌ترین نقش‌آفرینی‌های او بازی در نقش خوانندهٔ معروف فرانسوی ادیت پیاف در فیلم زندگی گلگون در سال ۲۰۰۷ است که برای آن او جوایز اسکار، بفتا، گلدن گلوب و سزار را به دست آورد. کوتیار با این جایزهٔ اسکار به نخستین بازیگری تبدیل شد که برای بازی در یک فیلم فرانسوی زبان اسکار بهترین بازیگر نقش اول زن را دریافت کرده‌است.
کوتیار پس از نقش‌های کوتاهی که در کودکی و نوجوانی در تئاترها و برخی سریال‌ها بازی کرد فعالیت جدی بازیگری‌اش در سینما را در اواسط دههٔ ۹۰ با بازی در مجموعه تلویزیونی کلو محصول سال ۱۹۹۶ در ۲۱ سالگی آغاز کرد. وی تا سال ۲۰۰۲ در فیلم‌های فرانسوی زبان بازی کرد و پس از آن وارد دوران هالیوودی بازیگری‌اش شد که او را به ستاره‌ای جهانی تبدیل کرد. کوتیار در دوران اول در فیلم‌هایی چون کمدی زیبای سبز محصول ۱۹۹۶، کمدی حادثه‌ای تاکسی محصول ۱۹۹۸ و قسمت‌های دوم و سوم آن در سال‌های ۲۰۰۰ و ۲۰۰۳، فیلم علمی‌تخیلی فوریا (Furia) و درام جنگی سویسی نبرد در بلندی‌ها (War in the Highlands) محصول ۱۹۹۹ و «چیزهای قشنگ» (Pretty Things) محصول ۲۰۰۱ بازی کرد که آخری نامزدی جایزه سزار را برایش به ارمغان آورد.
در سال ۲۰۰۳ کوتیار دوران هالیوودی بازیگری‌اش را با حضور در فیلمی ماندگار و برجسته یعنی ماهی بزرگ اثر تیم برتون آغاز کرد. وی در همان سال در فیلم کمدی رمانتیک «اگر جرأت داری عاشقم باش» بازی کرد. سال ۲۰۰۴ سال پرباری برای ماریون کوتیار بود و او در دو فیلم موفق بازی کرد: تریلر معمایی «معصومیت» (Innocence) و یک نامزدیِ بسیار طولانی اثر ژان پیر ژونه که برای آن جایزهٔ سزار بهترین بازیگر نقش مکمل زن را دریافت کرد. موفقیت این دو فیلم باعث شد پیشنهادهای بازی او افزایش پیدا کند و او در سال ۲۰۰۵ در ۶ فیلم بازی کرد که مهم‌ترین آن‌ها درام مذهبی ماری اثر ایبل فرارا بود و در آن با فارست ویتاکر و ژولیت بینوش همبازی شد.

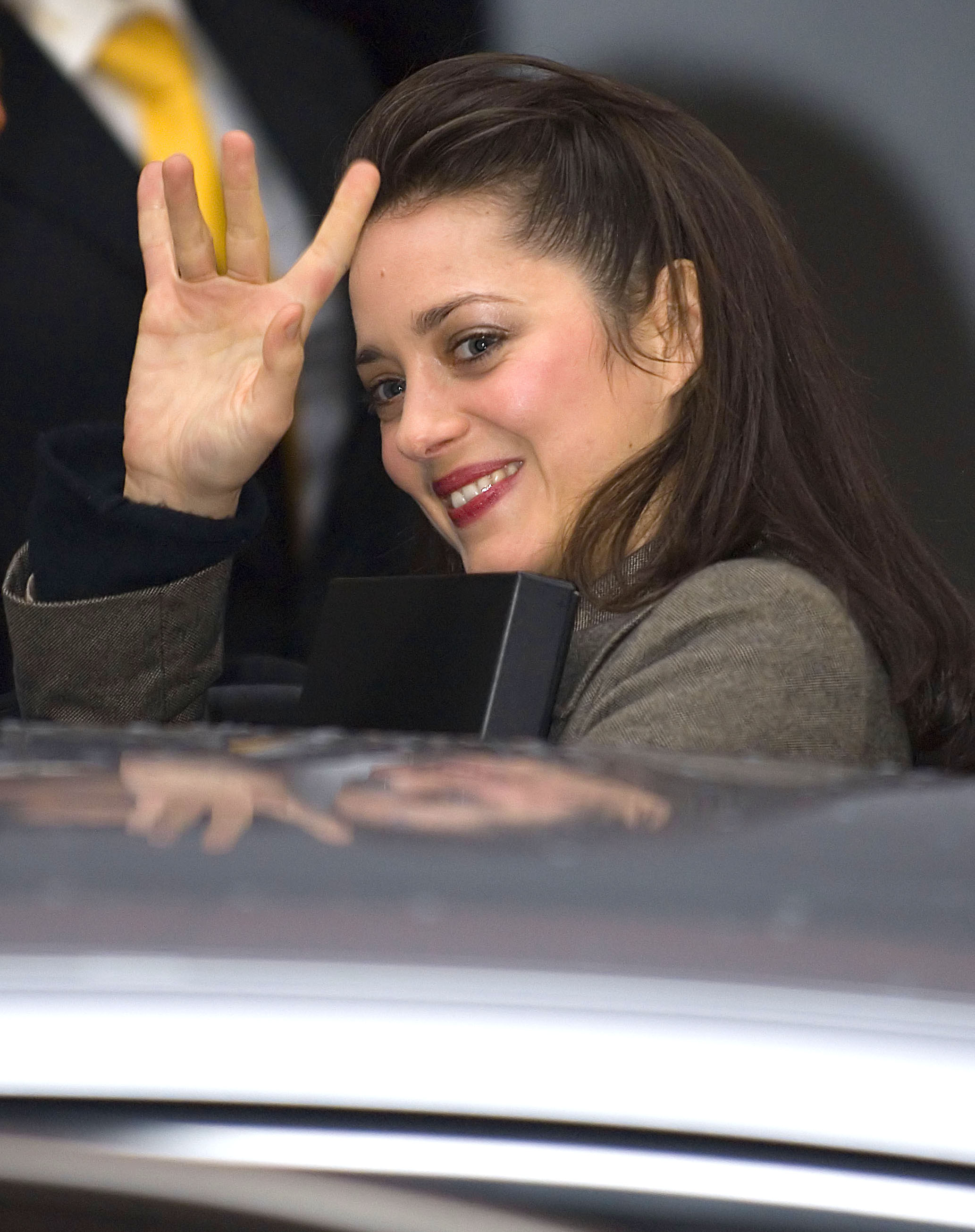
کوتیار در یک کنفرانس مطبوعاتی برای زندگی گلگون، فوریه ۲۰۰۷

کوتیار در سال ۲۰۰۶ نیز در ۴ فیلم بازی کرد که معروف‌ترین‌شان یک سال خوب ساختهٔ ریدلی اسکات بود. همهٔ این‌ها مقدماتی بر آغاز شهرت و اعتبار وسیعی بودند که وی با بازی در نقش خوانندهٔ محبوب فرانسوی ادیت پیاف به دست آورد. فیلم زندگی گلگون به کارگردانی الیویه داها محصول سال ۲۰۰۷ فرصت بازی در نقش این خوانندهٔ معروف و جاودانهٔ فرانسوی را که هر بازیگر فرانسوی زبانی آرزویش را داشت به کوتیار داد و او هم به بهترین شکل ممکن این نقش را ایفا کرد. همین بازی عالی سبب شد برای نخستین‌بار اعضای آکادمی اسکار، جایزه اسکار بهترین بازیگر نقش اول زن را به بازیگر یک فیلم فرانسوی زبان اهدا کنند. رئیس‌جمهور وقت فرانسه نیکلا سارکوزی در پیام تبریکش از این افتخارآفرینی وی تقدیر کرد. کوتیار جوایز فراوان دیگری از جمله گلدن گلوب، جایزه بفتا و جایزه سزار را نیز برای این فیلم دریافت کرد. این فیلم برای نخستین‌بار در جشنوارهٔ فیلم برلین به نمایش درآمد و پس از پایان نمایشش، حضار مدت ۱۵ دقیقه ایستاده فیلم را تشویق کردند. منتقدان نیز بازی کوتیار در نقش این خوانندهٔ فرانسوی را با این توصیف که «گویی ادیت پیاف دوباره زنده شده تا آخرین آوازش را اجرا کند» ستودند.
سال‌های ۲۰۰۹ تا ۲۰۱۲ دوران شهرت گسترده در سطح جهانی به واسطهٔ حضور در سینمای جریان اصلی و پرمخاطب بود. او در سال ۲۰۰۹ در فیلم دشمنان ملت ساختهٔ مایکل مان بازی کرد که جانی دپ و کریستین بیل هم در آن حضور داشتند. او در همان سال در فیلم موزیکال نه ساختهٔ راب مارشال که فیلم پربازیگری بود با دنیل دی لوئیس، پنه لوپه کروز، جودی دنچ، نیکول کیدمن، سوفیا لورن و کیت هادسن همبازی شد. بازی در این فیلم کوتیار را نامزد جایزهٔ گلدن‌گلوب بهترین بازیگر زن فیلم‌های کمدی/موزیکال کرد. مجلهٔ تایم نیز بازی او را در فهرست بهترین نقش‌آفرینی‌های بازیگران زن در سال ۲۰۰۹ در مکان پنجم قرار داد. در ۱۵ مارس ۲۰۱۰ دولت فرانسه نشان شوالیه در هنر را به پاس مشارکت در غنی‌تر ساختن فرهنگ فرانسه به کوتیار اهدا کرد.
او در همین سال در تلقین فیلم پرسروصدا و مطرح کریستوفر نولان در کنار لئوناردو دی کاپریو و جوزف گوردون لویت بازی کرد. در سال ۲۰۱۱ ماریون کوتیار همکاری با کارگردان بزرگ سینمای آمریکا وودی آلن را در فیلم نیمه‌شب در پاریس و همکاری با استیون سودربرگ را در فیلم شیوع تجربه کرد. در همین سال نشریهٔ فیگارو او را به عنوان گران‌ترین بازیگر فرانسوی سال ۲۰۱۰ معرفی کرد. کوتیار در سال ۲۰۱۲ نیز در دو فیلم مطرح بازی کرد: سومین قسمت فیلم‌های بتمن کریستوفر نولان به نام شوالیه تاریکی برمی‌خیزد و زنگار و استخوان ساختهٔ ژاک اودیار که برای آن جوایز فراوان دریافت کرد و برای پنجمین‌بار نامزد جایزهٔ سزار، برای چهارمین‌بار نامزد جایزهٔ انجمن بازیگران سینمای آمریکا و برای سومین‌بار نامزد گلدن‌گلوب شد. فیلم در جشنوارهٔ کن نیز مورد تحسین منتقدان و سینماگران قرار گرفت و نیکول کیدمن هم در متنی که در نشریهٔ ورایتی منتشر شد بازی او را ستایش کرد. مهاجر و پیوندهای خونی در سال ۲۰۱۳ ودو روز، یک شب و مکبث در سال ۲۰۱۴ فیلم‌های بعدی ماریون کوتیار هستند که بازی او در آن‌ها مورد تعریف و تمجید فراوان قرار گرفته‌است.

## گزیدهٔ فیلم‌شناسی
| سال  | عنوان                         |
| ---- | ----------------------------- |
| ۱۹۹۸ | تاکسی                         |
| ۲۰۰۰ | تاکسی ۲                       |
| ۲۰۰۳ | تاکسی ۳                       |
| ۲۰۰۳ | اگه جرات داری دوستم داشته باش |
| ۲۰۰۳ | ماهی بزرگ                     |
| ۲۰۰۴ | بی گناهی                      |
| ۲۰۰۴ | یکشنبه طولانی نامزدی          |
| ۲۰۰۵ | ماری                          |
| ۲۰۰۶ | یک سال خوب                    |
| ۲۰۰۷ | زندگی گلگون                   |
| ۲۰۰۹ | دشمنان ملت                    |
| ۲۰۰۹ | نه                            |
| ۲۰۱۰ | سرآغاز                        |
| ۲۰۱۰ | دروغ‌های مصلحتی کوچک           |
| ۲۰۱۱ | نیمه‌شب در پاریس               |
| ۲۰۱۱ | شیوع                          |
| ۲۰۱۲ | زنگار و استخوان               |
| ۲۰۱۲ | شوالیه تاریکی برمی‌خیزد        |
| ۲۰۱۳ | مهاجر                         |
| ۲۰۱۳ | پیوندهای خونی                 |
| ۲۰۱۳ | گوینده ۲: افسانه ادامه دارد   |
| ۲۰۱۴ | دو روز، یک شب                 |
| ۲۰۱۵ | شازده کوچولو                  |
| ۲۰۱۵ | مکبث                          |
| ۲۰۱۶ | اینجا ته دنیاست               |
| ۲۰۱۶ | از سرزمین ماه                 |
| ۲۰۱۶ | متفقین                        |
| ۲۰۱۶ | اساسینز کرید                  |
| ۲۰۱۷ | ارواح اسماعیل                 |
| ۲۰۱۸ | فرشته رو                      |
| ۲۰۲۰ | دولیتل                        |
| ۲۰۲۱ | آنت                           |
| ۲۰۲۲ | برادر و خواهر                 |
| ۲۰۲۳ | لی                            |
| ۲۰۲۳ | آستریکس و اوبلیکس             |